# The Princess and the Dwarf
The Princess and the Dwarf è un film del 1989 diretto da Mary Grace-Phelan.
È un film fantastico statunitense con Carol Arthur, John Rhys-Davies, Aimee Brooks e Warwick Davis.

## Produzione
Il film fu diretto, sceneggiato e prodotto da Mary Grace-Phelan, su un soggetto di Oscar Wilde, tramite la Grace Entertainment. I titoli di lavorazione furono Birthday of the Infanta e Queen of Heart.

## Distribuzione
Il film fu distribuito negli Stati Uniti nel 1989 al cinema dalla Independent con il titolo The Princess and the Dwarf.